# Lee Chung-yong
Lee Chung-yong (* 2. Juli 1988 in Seoul), im deutschsprachigen Raum bekannt unter der dort üblichen Namensreihenfolge Chung-Yong Lee, ist ein südkoreanischer Fußballspieler und steht seit 2020 bei Ulsan Hyundai in der heimischen K League 1 unter Vertrag.

## Karriere

### Verein
Chung-Yong Lee, dessen Name der blaue Drache bedeutet, begann seine Karriere als Fußballspieler in diversen Schulmannschaften und ab 2004 spielte in der Nachwuchsabteilung des FC Seoul. Doch erst in seiner dritten Saison bei dem Verein wurde er unter Trainer Şenol Güneş in die erste Mannschaft geholt, mit der er Ende 2008 den Titelgewinn in der K-League nur knapp verpasste. Im Sommer 2009 nahm der Südkoreaner ein Angebot für einen Wechsel zu den Bolton Wanderers, die in der englischen Premier League spielten, an. Hier erzielte er gleich bei seinem Debüt gegen Birmingham City den Siegtreffer, sicherte sich einen Stammplatz und trug dazu bei, dass in der Saison 2009/10 der Klassenerhalt erreicht wurde. In sechs Jahren kam Lee für die Wanderers auf 195 Pflichtspiele, in denen ihm 20 Tore sowie 36 Vorlagen gelangen.
Im Februar 2015 wechselte der Mittelfeldspieler im Tausch für Barry Bannan zum Erstligisten Crystal Palace, kam dort bis zum Ablauf seines Vertrags 2018 aber nicht über die Rolle des Ergänzungsspielers hinaus. Im FA Cup 2015/16 gelangte er mit dem Klub bis ins Endspiel, wo jedoch Manchester United in der Verlängerung siegreich war. Im September 2018 schloss sich Lee dem deutschen Zweitligisten VfL Bochum an. Er kam auf 37 Pflichtpartien (ein Tor, sechs Assists) und konnte sich auch in Bochum nicht für einen Stammplatz empfehlen.
Nachdem der Südkoreaner Ende Januar 2020 in Bochum aussortiert worden war, kehrte er im März desselben Jahres in seine Heimat zurück und fand dort eine Anstellung beim Erstligisten Ulsan Hyundai FC. 2020 feierte er mit Ulsan die Vizemeisterschaft. Am 19. Dezember 2020 stand er mit dem Verein im Finale der AFC Champions League, welches man gegen den iranischen Vertreter FC Persepolis mit 2:1 gewann. In der Spielzeit 2022 konnte Lee dann auch erstmals den südkoreanischen Meistertitel feiern.

### Nationalmannschaft
Nachdem Lee in den verschiedenen Nachwuchsnationalmannschaften Südkoreas gespielt hatte, kam er 2008 beim olympischen Fußballturnier von Peking zum Einsatz. Sein erstes A-Länderspiel hatte er bereits kurz zuvor, am 31. Mai 2008 im WM-Qualifikationsspiel gegen Jordanien (2:2), bestritten. Lee nahm mit der südkoreanischen Nationalmannschaft an den Weltmeisterschaften 2010 und 2014 teil. 2015 belegte er mit der Mannschaft nach einer 1:2-Niederlage im Finale gegen Australien den zweiten Platz bei der Asienmeisterschaft, Lee konnte nach einer im Auftaktspiel erlittenen Verletzung aber am weiteren Turnierverlauf nicht mitwirken. Bis 2019 erzielte er in 90 A-Länderspielen insgesamt neun Treffer für die Auswahl.

## Erfolge
Ulsan Hyundai
- AFC Champions League: 2020
- Südkoreanischer Meister: 2022, 2023